# Heinrich Kley
 (juillet 2025).
Pour les articles homonymes, voir Kley.
Heinrich Kley, né le 15 avril 1863 à Karlsruhe et mort le 8 février 1945 à Munich, est un dessinateur de presse, illustrateur, caricaturiste et peintre allemand.

## Publications
- Heinrich Kley, Leut‘ und Viecher. Album. Albert Langen Verlag München o. J.
- Heinrich Kley, Skizzenbuch. Hundert Federzeichnungen. Albert Langen Verlag München o. J.
- Heinrich Kley, Skizzenbuch II. Hundert Federzeichnungen. Albert Langen Verlag München o. J.
- Hetaerenbriefe. Eine Auswahl aus Alciphron, Lucian u. a. Übersetzt von Dr. Hans W. Fischer. Mit Bildern von Heinrich Kley. Georg H. Wigand‘sche Verlagsbuchhandlung Leipzig o.J.
- Lucian, Lucius oder der Esel. Vorwort von Georg Cordesmühl. Bilder von Heinrich Kley. Georg H. Wigand‘sche Verlagsbuchhandlung Leipzig o.J.
- Reineke der Fuchs. Erzählt von Wilhelm Fronemann (de). Bilder von Heinrich Kley. Loewes Verlag, Stuttgart 1930.
- Vergils Aeneis. Travestiert von Alois Blumauer. Illustriert von Heinrich Kley. Berthold Sutter Verlag München 1910
- Justinus Kerner, Die Reiseschatten. Mit Urzinkzeichnungen von Heinrich Kley. Hans von Weber Verlag München 1921
- Paul Georg Ehrhardt (de): Die letzte Macht. Eine Utopie aus unserer Zeit. Roman in vier Bänden mit 24 Schwarzweißzeichnungen von Heinrich Kley (- Reihe Sindbad-Bücher – Phantastische und abenteuerliche Romane). Drei Masken Verlag, Munich 1921.
- Festzug. Jubiläum der Universität Heidelberg 1386 - 1886. Festzugs-Album, von Heinrich Kley in Karlsruhe unter Leitung von Professor Hoff entworfen und gezeichnet. Verlag von Bangel & Schmitt (Otto Petters), Univ.-Buchhandlung und Edmund von König, Kunsthandlung in Heidelberg (vermutlich Kleys erste Veröffentlichung)
- The Drawings of Heinrich Kley. Dover Publications New York 1962
- More Drawings of Heinrich Kley. Sketchbook I and II. With an introduction. Dover Publications New York 1961